# Cecropis cucullata
Cecropis cucullata è un grande uccello passeriforme della famiglia degli Hirundinidae, endemico del Sudafrica e conosciuto localmente come greater striped swallow (grande rondine dalle strisce).